# CityEngine
CityEngine — приложение для трёхмерного моделирования, специализирующееся на генерации трёхмерных моделей городской среды. Благодаря процедурному методу CityEngine позволяет эффективно создавать детальные крупномасштабные 3D-модели городов несколькими щелчками мышки вместо того чтобы вручную создавать каждый объект отдельно.

## Версии
| Дата             | Версия            |
| ---------------- | ----------------- |
| 21 июля 2008     | CityEngine 2008   |
| 20 ноября 2008   | CityEngine 2008.2 |
| 17 декабря 2008  | CityEngine 2008.3 |
| 19 мая 2009      | CityEngine 2009   |
| 15 сентября 2009 | CityEngine 2009.2 |
| 10 декабря 2009  | CityEngine 2009.3 |
| 23 июня 2010     | CityEngine 2010   |
| 12 октября 2010  | CityEngine 2010.2 |
| 9 декабря 2010   | CityEngine 2010.3 |
| 26 октября 2011  | CityEngine 2011.1 |

## История

### Настоящее
Procedural Inc. была приобретена Esri летом 2011 года

## Публикации
- ACM Siggraph 2001: Procedural Modeling of Cities — Yoav Parish and Pascal Mueller
- ACM Siggraph 2006: Procedural Modeling of Buildings — Pascal Mueller, Peter Wonka, Simon Haegler, Andreas Ulmer and Luc Van Gool
- ACM Siggraph 2007: Image-based Procedural Modeling of Facades — Pascal Mueller, Gang Zeng, Peter Wonka and Luc Van Gool
- ACM Siggraph 2008: Interactive Procedural Street Modeling — Guoning Chen, Gregory Esch, Peter Wonka, Pascal Mueller and Eugene Zhang

- Eurographics 2009: Interactive Geometric Simulation of 4D Cities — Basil Weber, Pascal Mueller, Peter Wonka and Markus Gross
- Eurographics Symposium VAST 2006: Procedural 3D Reconstruction of Puuc Buildings in Xkipché — Pascal Mueller, Tijl Vereenooghe, Peter Wonka, Iken Paap and Luc Van Gool
- Eurographics Symposium VAST 2007: Populating Ancient Pompeii with Crowds of Virtual Romans — Jonathan Maïm, Simon Haegler, Barbara Yersin, Pascal Mueller, Daniel Thalmann and Luc Van Gool